# کدام آبان
کدام آبان هشتگی با بازدید میلیونی کاربران شبکه‌های اجتماعی به ویژه توئیتر و اینستاگرام، برای یادآوری کشتار، سرکوب و بازداشت معترضان، به رهبر و مقام‌های دیگر جمهوری اسلامی می‌باشد که آبان ۱۳۹۹، در سالگرد اعتراضات آبان ۱۳۹۸ ایران مورد استفادهٔ کاربران شبکه‌های اجتماعی قرار گرفت و در کم‌تر از یک روز به ترند نخست توئیتر فارسی تبدیل شد.

## پیشینه
«از دفتر رهبر به موبایل مادرم زنگ زدند. چون مادرم سواد نداشت، گوشی را به من داد. گفتند از دفتر رهبری تماس می‌گیریم، شما شکایت کردید؟ گفتم بله. گفتند چه‌جوری بوده، چی بوده؟ گفتم برادرم آبان کشته شده. گفتند کدام آبان؟ گفتم آبان خونین ۹۸. گفتند خب پروندهٔ شما دارد رسیدگی می‌شود. همین! اما من بعد از سالگرد برادرم هر روز مادرم را می‌برم و می‌آورم تا به جایی برسد و حداقل یک جوابی به ما بدهند.»

—خواهر محمد حشم‌دار
استفاده از هشتگ «#کدام_آبان» از آن‌جا آغاز شد که پوران حشم‌دار، خواهر محمد حشم‌دار، یکی از کشته‌شدگان اعتراضات آبان ۱۳۹۸ در گفت‌وگویی با رادیو فردا گفت که خانوادهٔ او شکایت کرده‌اند و خواهان معرفی قاتل فرزندشان شده‌اند، اما در پاسخ به پی‌گیری‌های آن‌ها در دادگستری بهبهان گفته‌اند که پرونده همین‌جاست و باید از بالا دستور بیاید تا به شما خبری بدهیم. او در بخش دیگری از سخنانش، از تماس تلفنی مقامی از دفتر علی خامنه‌ای، رهبر جمهوری اسلامی، با خانواده‌اش خبر داد که در آن تماس، دلیل شکایت قضایی‌شان پرسیده شده بود. اما وقتی او شکایت را مربوط به کشته شدن برادرش در اعتراضات «آبان» اعلام کرد، مقام تماس‌گیرنده پرسید: «کدام آبان؟»

## مشارکت‌کنندگان
ساعتی پس از انتشار گزارش رادیو فردا، بسیاری از کاربران توئیتر با استفاده از هشتگ «کدام آبان» به یادآوری قتل‌هایی پرداختند که در جریان سرکوب شدید اعتراضات آبان ۱۳۹۸ رخ داد. هشتگ «کدام آبان» در کمتر از یک روز به ترند نخست توئیتر فارسی تبدیل شد.
کاربران توییتر، این موج هشتگی را در آستانهٔ ۲۴ آبان، سالروزِ آغاز اعتراضات، دنبال کردند و با انتشار تصاویری از زنان، جوانان و کودکان کشته‌شده با اسلحهٔ مأموران امنیتی، پلیس و سپاه پاسداران، خواستار پاسخگویی حکومت شدند.

## مصادرهٔ هشتگ
برنامهٔ خبریِ ۲۰:۳۰ شبکه دوم تلویزیون حکومتی ایران در شامگاه ۲۴ آبان ۱۳۹۹ ماهیت این هشتگ را به نفع منافع حکومتی مصادره کرد.
آمنه سادات ذبیح‌پور، گزارش‌گر این برنامه که پیش‌تر به «بازجوخبرنگار» نیز متهم شده بود، هشتگ «کدام آبان» را تحریف کرد و در گزارش خود با اشاره به این که هشتگ کدام آبان یکی از پرکاربردترین هشتگ‌های توییتر در ۲۴ ساعت گذشته بوده است، آن را به سفر شاه وقت ایران به آمریکا در ۲۳ آبان ۱۳۵۶ مرتبط کرد. او در ابتدای گزارش خود گفت: «کاربران با انتشار دیدار ۲۳ آبان ۱۳۵۶ شاهنشاه از آمریکا و حضور او در کنار رئیس‌جمهور دموکرات نوشته‌اند.»
ذبیح‌پور مدعی شد هشتگ کدام آبان در ۲۴ ساعت گذشته جزو پرکاربردترین توییت‌ها در توییتر بوده است، در حالی که این هشتگ از ۲۱ آبان مورد استفاده قرار گرفته بود. لازم است ذکر شود چند ساعت پیش از پخش این گزارش، تعداد اندکی از کاربران نزدیک به حکومت، با هشتگ کدام آبان، متن‌هایی دربارهٔ سفر شاه به آمریکا در آبان ۱۳۵۶ منتشر کردند که گزارش ۲۰:۳۰ با استناد به آن هشتگ‌ها پخش شد.
این اقدام صدا و سیما با واکنش کاربرانی مواجه شد که آن را «وقاحت» خواندند. ریحانه طباطبایی، روزنامه‌نگار، با انتشار این گزارش نوشت: «خبرنگار-بازجو آمنه‌سادات ذبیح‌پور از کدام آبان می‌گوید، صداوسیمای حقیر که هشتگ ما را با توییت‌های ارتش سایبریشان معطوف به آبان چهل سال پیش کرده است.»